# Nils Johansson (arkitekt)
Nils John Johansson, född 24 juli 1926 i Stockholm, död 24 januari 2015 i Danderyds församling, var en svensk arkitekt. 
Johansson, som var son till rörarbetare John Johansson och Nanna Ljunggren, avlade studentexamen 1946 och utexaminerades från Kungliga Tekniska högskolan 1953. Han anställdes hos arkitekt Dag Ribbing i Stockholm 1954, hos arkitekt Åke E. Lindqvist 1957 och bedrev egen arkitektverksamhet i Stockholm från 1962.